# Furla
Furla (по-русски произносится Фурла) — итальянская компания, производит сумки, кошельки, ремни, перчатки, очки, обувь, часы. Furla — это семейный бизнес, три поколения итальянского семейства Furlanetto (Фурланетто) работали над созданием стиля Furla, ставшего сегодня классикой. Штаб-квартира расположена в итальянской провинции Болонья, в роскошном особняке XVIII века.

## История
История компании Furla началась в 1927 году. Итальянец Алдо Фурланетто (Aldo Furlanetto) путешествовал по Европе, торгуя женскими безделушками и небольшими кожаными изделиями. Алдо осознавал, что женщинам нужны новые изысканные аксессуары, он мечтал создавать кожаные изделия для утончённых женщин.
В 1955 году Фурланетто открыл в итальянской провинции Болонья первый магазин кожаных аксессуаров под маркой Furla.
В 1977 году дети Фурланетто — Джованна, Карло и Паоло — создали первую коллекцию кожаных сумок. Успех коллекции был мгновенный.
В 1990-е годы третье поколение семьи Фурланетто: дети Карло — Микеле, Марко и Филиппо — и сын Джованны — Джузеппе продолжили развитие марки Furla.
В 2001 годы компания начинает под маркой Furla производить обувь.
В 2002 году компания подписала лицензионное соглашение с «De Rigo» на выпуск солнцезащитных очков под маркой Furla. В 2006 году было подписано ещё одно лицензионное соглашение с Citizen на производство часовых механизмов для часов Furla.

## Интересные факты

FURLA, Филипсбург, остров Синт-Маартен, Нидерландские Антильские острова.

Глава модного дома Furla Giovanna Furlanetto добилась успеха в поддержании популярности марки в XXI веке и в увеличении продаж по всему миру. Но на этом её достижения не заканчиваются: Giovanna создала эксклюзивную линию сумок Giovanna Furlanetto for Furla.
Furla стала первой, кто решился на эксперимент — сделать главными героинями рекламной кампании Furla своих сотрудниц. «Женский образ компании», — именно так назывался мини-проект, все работающие женщины Furla позировали как настоящие модели.
Furla создала проект Talent Hub. Furla Talent Hub — это программа поиска молодых креаторов. В рамках программы Talent Hub талантливые дизайнеры создают коллекции для Furla.
На сегодняшний день компания Furla обладает эксклюзивной сетью фирменных магазинов. Москва, Милан, Париж, Лондон, Нью-Йорк
В честь открытия флагманского бутика в московском ГУМе Furla разработала специальную модель сумки, дизайн которой вдохновлён Красной площадью. Сумка с изображением собора Василия Блаженного вышла ограниченным тиражом в количестве 100 штук.